# Jean Carlos Theurer
Jean Carlos Theurer est un attaquant international autrichien de rink hockey. 

## Palmarès
En 2016, il participe au championnat d'Europe.